# Венаани, Макгенри
Макгенри Майк Канджонокере Венаани (англ. McHenry Mike Kanjonokere Venaani; 8 сентября 1977, Виндхук) — намибийский политик, лидер правой партии Народно-демократическое движение (ранее — Демократический альянс Турнхалле). Депутат Национальной ассамблеи. Кандидат в президенты Намибии на выборах 2014 и 2019. Инициировал серьёзное реформирование возглавляемой партии.

## Происхождение, работа, взгляды
Родился в семье влиятельного племенного политика гереро. Майк Венаани — отец Макгенри — был видным деятелем Демократической организации национального единства, сподвижником Клеменса Капууо. Через два месяца после рождения сына Венаани-старший принял активное участие в учреждении Демократического альянса Турнхалле (DTA) — правой коалиции консервативных организаций Юго-Западной Африки, сотрудничающей с оккупационными властями ЮАР и противостоящей марксистскому движению СВАПО. Занимал пост генерального секретаря DTA.
Макгенри Венаани получил экономическое образование в Великобритании. Работал финансовым контролёром Telecom Namibia. Имел собственный бизнес — ферму и станцию сервисного обслуживания. Вполне разделял национал-консервативные и антикоммунистические взгляды своего отца. Макгенри Венаани публично выражал благодарность за полученное воспитание Майку Венаани и особенно своей матери Лидии Венаани (скончалась в 2004).

## Политические амбиции и конфликт с руководством
В 1995 семнадцатилетний Макгенри Венаани вступил в DTA. К тому времени Намибия была уже независимой, правящей партией являлась СВАПО. Венаани резко критиковал СВАПО за левый курс и социалистические тенденции правления.
Макгенри Венаани с самого начала проявлял большие политические амбиции, выдвигал планы кардинальной реформы своей партии. В 2002 он при поддержке отца занял пост генерального секретаря DTA. На следующий год 25-летний Венаани стал самым молодым депутатом Национальной ассамблеи Намибии.
В начале 2005 Макгенри Венаани выдвинул свою кандидатуру на пост председателя DTA. Это вызвало сильное недовольство группы руководителей-ветеранов. Президент DTA Катуутире Каура был давним соратником Венаани-старшего, с детства знал Венаани-младшего и считался его наставником. Амбиции молодого политика, его явное стремление к высшему партийному руководству возмутили Кауру. Макгенри Венаани потерпел серьёзное поражение на выборах председателя и был отстранён от должности генерального секретаря. В 2009 Венаани не был избран в Национальную ассамблею.
Период руководства Кауры совпал с глубоким кризисом DTA. Политическое влияние партии и популярность среди избирателей упали как никогда ранее. Сам Каура стал говорить о необходимости «притока свежей крови». В этих обстоятельствах вновь укрепились позиции Венаани, выступавшего за кардинальное реформирование партии и наступательный политический стиль.

## Во главе партии: активная реформа
На заседании Центрального комитета DTA в сентябре 2013 Макгенри Венаани был избран президентом партии. За него проголосовали 96 членов центрального комитета, за Кауру — только 52. Сторонники Венаани заняли ключевые посты в руководстве. Спустя несколько лет Каура вышел из DTA и присоединился к СВАПО.
Макгенри Венаани резко ужесточил критику правящей СВАПО с социально-консервативных и популистских позиций. Прежде всего это коснулось социально-экономической сферы — массовой бедности, безземельности намибийских крестьян, массированной китайской экспансии. Венаани участвовал в президентских выборах 2014, получив около 5 % голосов. Несмотря на скромность результата, это было улучшением по сравнению с выборами 2009 — особенно если учесть применение СВАПО административного ресурса.
С 2014 года Венаани вновь депутат Национальной ассамблеи. Занимается законотворчеством в сферах конституционного устройства, юстиции, местного самоуправления, образования, сельского хозяйства жилищного строительства, международной политики.
В конце 2016 Макгенри Венаани посетил ФРГ, где ставил вопрос о компенсациях за геноцид гереро кайзеровской Германией во времена германского колониального правления. Венаани также встретился с видным деятелем ХСС Рейнхольдом Боклетом и выразил заинтересованность в развитии отношений с Баварией.
По инициативе Макгенри Венаани 4 ноября 2017 DTA был переименован в Народно-демократическое движение (PDM). Тем самым совершился символический разрыв с «колониальным наследием». Венаани призывает совершить «прорыв в будущее»: осуществить смену власти на выборах 2019 года, активно бороться с бедностью, преобразовать экономику, выйти из сырьевой зависимости и интенсифицировать современные производства
.
На всеобщих выборах 27 ноября 2019 Макгенри Венаани вновь баллотировался в президенты Намибии. За него проголосовали около 44 тысяч избирателей, более 5,3 %. Этот показатель почти не изменился за пять лет, но кандидатом объединённой оппозиции выступал не Венаани, а независимый Пандулени Итула; ему и достались основные голоса, поданные против СВАПО — 29,5 %. В то же время более чем в три раза возросла поддержка PDM на парламентских выборах: свыше 136 тысяч голосов — более 16,6 %, 16 мандатов в Национальной ассамблее.
С февраля 2019 Макгенри Венаани — президент объединения правых и правоцентристских партий Демократический союз Африки. Переизбран на этот пост 25 сентября 2020.

## Семья
С 2005 года Макгенри Венаани женат на Клодине Венаани. В браке супруги имеют двоих детей.
Коллин Венаани, младший брат Макгенри Венаани — крупный предприниматель в сфере недвижимости, известный богемно-эпатажным стилем поведения.